# Rajd Salgó
Rajd Salgó, oryg. Salgó Rallye – rajd samochodowy, odbywający się na Węgrzech w ramach mistrzostw kraju. W przeszłości organizowany jako Salgó-Kupa Rallye i Mogürt-Salgó Rallye. W latach 1984–1989 był ponadto eliminacją Pucharu Pokoju i Przyjaźni, a w latach 2009–2010 – mistrzostw Słowacji.

## Historia
Historia rajdu sięga nocnej jazdy konkursowej z 1974 roku między Salgótarjánem i Egerem. Tę imprezę wygrał Attila Csáki w Ładzie 1200. Pierwszy oficjalny rajd odbył się rok później pod nazwą Salgó Kupa i był organizowany przez wydział komitatu Nógrád Węgierskiego Klubu Samochodowego. Zawody obejmowały m.in. próbę slalomową na Placu Republiki. Zwycięzcą została załoga Schaffer/Császár. W latach 1976–1977 roku dystans rajdu obejmował 270 kilometrów, a zwycięzcą startujących był József Holecz. Ponadto w 1977 roku po raz pierwszy prowadzono klasyfikację drużynową, którą wówczas wygrał Spartacus Budapeszt. Rok później zmieniono trasę i wprowadzono próbę umiejętności w sobotę.
Rosnące zainteresowanie rajdem z liczbą przekraczającą 120 załóg spowodowało wcielenie rundy do kalendarza mistrzostw Węgier od 1979 roku, przy czym zawody odbywały się wówczas jedynie w klasie turystycznej. Rajd wyróżniał się trudną trasą, dobrą organizacją i zainteresowaniem publiczności. Zwyciężył wówczas Antal Kanyik w Ładzie. W 1980 roku rajd otrzymał najwyższą klasę organizacyjną na Węgrzech i ściągnął czołowych zawodników z Attilą Ferjánczem, który w Renault 5 został zwycięzcą. W 1981 roku po raz pierwszy zorganizowano etap nocny, a sam rajd kończył sezon mistrzowski. W 1982 rajd ponownie zamykał sezon, a pod nieobecność Ferjáncza wygrał Zoltán Barka. W 1983 roku po raz ostatni rajd nie odbył się wiosną.
Od 1984 roku rajd wspierało przedsiębiorstwo Mogürt. Zaowocowało to zmianą nazwy na Mogürt-Salgó Rallye, a także wcieleniem rundy do kalendarza Pucharu Pokoju i Przyjaźni. W efekcie tego w rajdzie poza Węgrami uczestniczyli Sowieci, Czechosłowacy, Niemcy wschodni i Polacy. Ferjáncz nie uczestniczył w rajdzie, a zwycięzcą został Joel Tammeka w Ładzie VFTS. W 1985 roku zwycięzcą rajdu został Attila Ferjáncz, jednak z uwagi na start niesocjalistycznym samochodem nie wygrał klasyfikacji Pucharu Pokoju i Przyjaźni – w tej triumfował Marian Bublewicz. Z kolei w 1986 roku wygrał Eugenijus Tumalevičius. W 1987 roku zwyciężyła fabryczna załoga Škody, Pavel Sibera/Petr Gross, a w latach 1988–1989 triumfował Fin Risto Buri.
Po rozwiązaniu Pucharu Pokoju i Przyjaźni rajd był organizowany jedynie jako eliminacja mistrzostw Węgier. W 1990 roku na trasy rajdu po pięcioletniej przerwie wrócił Attila Ferjáncz, który został zwycięzcą. Rok później wygrał László Ranga, a tamta eliminacja wygrała konkurs na rajd roku, organizowany przez Węgierskie Stowarzyszenie Motoryzacji i Sportów Motorowych. W 1992 roku wygrał János Tóth, a w latach 1993–1994 ponownie Ranga. W roku 1995 Mogürt zaprzestał sponsorowania imprezy, a nowym sponsorem został MOL. W tej edycji na odcinku Kányás kierowca Łady stracił panowanie nad pojazdem i wjechał w grupę kibiców, w wyniku czego życie straciła dziewiętnastolatka, a dwie osoby doznały urazu rdzenia kręgowego. Rajd zwyciężył Tibor Érdi. W latach 1996–1997 ponownie wygrywał Tóth; głównym sponsorem edycji z 1997 roku w miejsce MOL został koncern Schering-Plough. Z przyczyn finansowych rajd nie odbył się w 1998 roku, a edycja z 1999 roku odznaczała się kiepską pogodą i nieodpowiedzialnymi kibicami. Grupa kibiców zaatakowała bufet, podczas gdy inny kibic w czasie mgły wybiegł tuż przed samochód Jánosa Tótha, powodując jego wypadek. Z kolei na odcinku Nagykeresztúr-Sámsonháza zostało potrąconych sześciu widzów; zwyciężył Ferenc Kiss. Kolejna edycja, sponsorowana przez Valvoline, odbyła się w 2003 roku, a wygrał ją Balázs Benik.
Rajd powrócił w latach 2009–2010 jako runda mistrzostw Węgier i mistrzostw Słowacji. W klasyfikacji generalnej wygrali wówczas odpowiednio Norbert Herczig i György Aschenbrenner, a w mistrzostwach Słowacji – Csaba Spitzmüller i Grzegorz Grzyb. W 2016 roku zorganizowano krótki rajd poza mistrzostwami Węgier. W roku 2021 Salgó Rallye wrócił do kalendarza mistrzostw kraju.

## Zwycięzcy
| Rok  | Kierowca               | Pilot             | Samochód                   | Zespół                     |
| ---- | ---------------------- | ----------------- | -------------------------- | -------------------------- |
| 1975 | Schaffer               | Attila Császár    | NSU                        | Spartacus Budapest         |
| 1976 | József Holecz          | Tibor Tajti       |                            |                            |
| 1977 | József Holecz          | József Paluch     | Łada                       |                            |
| 1978 | Gyenes                 | Nádas             |                            | Spartacus Budapest         |
| 1979 | Antal Kanyik           | Mihály Dudás      | Łada 21011                 |                            |
| 1980 | Attila Ferjáncz        | János Tandari     | Renault 5 Alpine           | VOLÁN SC Budapest          |
| 1981 | János Hideg            | Zoltán Kecskeméti | Łada 21011                 | Kaposvári Közlekedési SE   |
| 1982 | Zoltán Barka           | József Horváth    | BMW 2002                   | Külker SC                  |
| 1983 | János Hideg            | Zoltán Kecskeméti | Łada 21011                 | Kaposvári Közlekedési SE   |
| 1984 | Joel Tammeka           | Ants Kulgevee     | Łada 2105 VFTS             |                            |
| 1985 | Attila Ferjáncz        | János Tandari     | Renault 5 Turbo            |                            |
| 1986 | Eugenijus Tumalevičius | Pranas Videika    | Łada 2105 VFTS             |                            |
| 1987 | Pavel Sibera           | Petr Gross        | Škoda 130 LR               | AZNP Škoda Mladá Boleslav  |
| 1988 | Risto Buri             | Jyrki Stenroos    | Audi Coupé Quattro         |                            |
| 1989 | Risto Buri             | Jyrki Stenroos    | Lancia Delta HF 4WD        |                            |
| 1990 | Attila Ferjáncz        | János Tandari     | Lancia Delta Integrale     |                            |
| 1991 | László Ranga           | Ernő Büki         | Lancia Delta Integrale     |                            |
| 1992 | János Tóth             | Ferenc Gergely    | Toyota Celica GT-4         | Waltham Autosport          |
| 1993 | László Ranga           | Ernő Büki         | Lancia Delta HF Integrale  |                            |
| 1994 | László Ranga           | Ernő Büki         | Lancia Delta Integrale 16V |                            |
| 1995 | Tibor Érdi             | István Varga      | Mazda 323 GT-R             |                            |
| 1996 | János Tóth             | Ferenc Gergely    | Toyota Celica GT-Four      | Aral Rallye Team           |
| 1997 | János Tóth             | Ferenc Gergely    | Toyota Celica GT-Four      | Aral Rallye Team           |
| 1999 | Ferenc Kiss            | Ernő Büki         | Subaru Impreza S5 WRC '98  | Mol Rallye Team            |
| 2003 | Balázs Benik           | Pál Somogyi       | Ford Focus WRC '02         | OMV Best Racing Team       |
| 2009 | Norbert Herczig        | László Baranyai   | Subaru Impreza S11 WRC '05 | Subaru Rally Team Hungary  |
| 2010 | György Aschenbrenner   | Zsuzsa Pikó       | Mitsubishi Lancer Evo IX   | Asi Rally Club             |
| 2016 | Mihály Matics          | Viktória Zejda    | Mitsubishi Lancer Evo IX   | Red Ribbon Kft.            |
| 2021 | Miklós Csomós          | Attila Nagy       | Škoda Fabia R5             | Borsod Talent MSE          |
| 2022 | Mads Østberg           | Patrik Barth      | Citroën C3 Rally2          | Citroën Rally Team Hungary |